# Dendryphantes acutus
Dendryphantes acutus – gatunek pająka z rodziny skakunowatych.
Gatunek ten opisany został w 2014 roku przez Wandę Wesołowską i Charlesa Haddada na podstawie trzech okazów odłowionych w 2003 roku w Letšeng-la-Letsie.
Pająk ten ma prosomę długości 1,8–2 mm i wysokości 0,7–0,8 mm, a opistosomę długości 1,9–2 mm u samców i 2,5 mm u samic. Owalny, płaski, brązowy z jaśniejszym polem ocznym i czarnymi pierścieniami wokół oczu karapaks porastają w części tułowiowej szarawobiałe włoski, a przy oczach też brązowe szczecinki. Szczękoczułki są ciemnobrązowe, warga dolna i endyty brązowe z jaśniejszymi brzegami, a sternum brązowawe. Owalna opistosoma ma spód żółtawy z szarym pasem, a wierzch brązowawy z jasną nasadą, białawymi przepaskami bocznymi i żółtawymi łatami, u samic większymi niż u samców. Nogogłaszczki samca cechuje dość długi, prosty embolus i krótka, zakrzywiona apofiza retrolateralna. U samicy zesklerotyzowane listewki epigynum są odgięte i zakrywają otwory kopulacyjne, a zbiorniki nasienne są dwukomorowe z prawie sferyczną komorą pierwszą.
Pająk afrotropikalny, znany wyłącznie z dystryktu Quthing w południowym Lesotho. Odławiany na brzegu jeziora na wysokości 2360 m n.p.m..